# Sibila Burgundska (kraljica Sicilije)
Sibila Burgundska (1126. – 16. rujna 1150.) bila je sicilska kraljica. Bila je kći Huga II., vojvode Burgundije i Felicije Matilde.
Godine 1149., Sibila se udala za kralja Rogera II. Sicilskog, kojem je rodila Henrika. Nakon rođenja mrtvorođenog djeteta, Sibila je umrla usred komplikacija. 
Kraljica Sibila pokopana je u crkvi u samostanu svetog Trojstva.